# Suku Tiga
Suku Tiga is een bestuurslaag in het regentschap Kaur van de provincie Bengkulu, Indonesië. Suku Tiga telt 602 inwoners (volkstelling 2010).